# Connecticut Open 2017
Connecticut Open 2017 (також відомий під назвою Connecticut Open 2017 presented by United Technologies за назвою спонсора) — тенісний турнір, що проходив на відкритих кортах з твердим покриттям. Це був 49-й за ліком Connecticut Open. Належав до серії Premier у рамках Туру WTA 2017. Відбувся в Cullman-Heyman Tennis Center у Нью-Гейвені (США). Тривав з 20 до 26 серпня 2017 року. 

## Очки і призові

### Нарахування очок
| Дисципліна       | П   | Ф   | ПФ  | ЧФ  | 1/8 | 1/16 | Q   | Q3  | Q2  | Q1  |
| Одиночний розряд | 470 | 305 | 185 | 100 | 55  | 1    | 25  | 18  | 13  | 1   |
| Парний розряд    | 470 | 305 | 185 | 100 | 1   | Н/Д  | Н/Д | Н/Д | Н/Д | Н/Д |

### Призові гроші
| Дисципліна       | П        | F       | ПФ      | ЧФ      | 1/8     | 1/16   | Q3     | Q2     | Q1   |
| Одиночний розряд | $130,300 | $69,380 | $37,020 | $19,885 | $10,665 | $5,820 | $3,045 | $1,620 | $895 |
| Парний розряд    | $40,650  | $21,700 | $11,865 | $6,035  | $3,270  | Н/Д    | Н/Д    | Н/Д    | Н/Д  |

## Учасниці основної сітки в одиночному розряді

### Сіяні пари
| Країна     | Гравчиня               | Рейтинг* | Сіяна |
| ---------- | ---------------------- | -------- | ----- |
| Польща     | Агнешка Радванська     | 10       | 1     |
| Словаччина | Домініка Цібулкова     | 11       | 2     |
| Чехія      | Петра Квітова          | 13       | 3     |
| Франція    | Крістіна Младенович    | 14       | 4     |
| Росія      | Олена Весніна          | 18       | 5     |
| Росія      | Анастасія Павлюченкова | 20       | 6     |
| Чехія      | Барбора Стрицова       | 23       | 7     |
| КНР        | Пен Шуай               | 25       | 8     |

- Рейтинг подано станом на 14 серпня 2017

### Інші учасниці
Нижче подано учасниць, що отримали вайлд-кард на вихід в основну сітку:
- Ежені Бушар
- Слоун Стівенс (травма зап'ястка)

Нижче наведено гравчинь, які пробились в основну сітку через стадію кваліфікації:
- Ана Богдан
- Яна Чепелова
- Кірстен Фліпкенс
- Магда Лінетт
- Елісе Мертенс
- Крістина Плішкова

Як щасливий лузер в основну сітку потрапили такі гравчині:
- Крістіна Макгейл

### Відмовились від участі
До початку турніру
- Тімеа Бачинскі →її замінила  Алізе Корне
- Слоун Стівенс →її замінила  Крістіна Макгейл
- Саманта Стосур →її замінила  Катерина Сінякова

Під час турніру
- Ч Шуай

## Учасниці основної сітки в парному розряді

### Сіяні пари
| Країна    | Гравчиня             | Країна    | Гравчиня         | Рейтинг* | Сіяна |
| --------- | -------------------- | --------- | ---------------- | -------- | ----- |
| Індія     | Саня Мірза           | Румунія   | Моніка Нікулеску | 26       | 1     |
| Австралія | Ешлі Барті           | Австралія | Кейсі Деллаква   | 30       | 2     |
| Німеччина | Анна-Лена Гренефельд | Чехія     | Квета Пешке      | 40       | 3     |
| Канада    | Габріела Дабровскі   | КНР       | Сюй Їфань        | 48       | 4     |

- Рейтинг подано станом на 14 серпня 2017

### Інші учасниці
Нижче наведено пари, які отримали вайлдкард на участь в основній сітці:
- Ежені Бушар /  Слоун Стівенс

Наведені нижче пари отримали місце як заміна:
- Ніколь Мелічар /  Анна Сміт

### Відмовились від участі
До початку турніру
- Слоун Стівенс

## Переможниці та фіналістки

### Одиночний розряд
- Дарія Гаврилова —  Домініка Цібулкова, 4–6, 6–3, 6–4

### Парний розряд
- Габріела Дабровскі /  Сюй Їфань —  Ешлі Барті /  Кейсі Деллаква, 3–6, 6–3, [10–8]